# Joan Wolf
Joan Wolf (* 1951 im New Yorker Stadtteil Bronx) ist eine US-amerikanische Schriftstellerin, die serielle Liebesromane (Regency Romance, moderne christliche Liebesromane) schreibt.

## Biographie
Joan Wolf wurde im New Yorker Stadtteil Bronx geboren und machte sowohl ihren Bachelor als auch ihren Master in den Fächern Englisch und Vergleichende Literaturwissenschaft. Nach ihrem Studium lehrte sie einige Jahre High School Englisch in der Stadt New York. Sie unterrichtete unter anderem einen Kurs für Kreatives Schreiben, was sich als wertvoll für ihre eigene Karriere als Schriftstellerin erwies.
Als ihr erstes Kind auf die Welt kam, kauften ihr Mann und sie sich ein Haus in Connecticut. Sie blieb in dieser Zeit mit ihrem Sohn zu Hause. Ursprünglich wollte sie in dieser Zeit ihre Dissertation für den Ph.D. schreiben, wozu sie Zugang zu einer großen Bibliothek gebraucht hätte. Stattdessen schrieb sie ihren ersten romantischen Roman.
Bis heute hat sie 45 Bücher geschrieben, von denen einige ins Deutsche übersetzt worden sind.
Sie lebt mit ihrem Mann Joe in Milford, Connecticut/USA. Das Ehepaar hat zwei erwachsene Kinder, Jay und Pam.

## Bibliographie (auf Deutsch erschienen)

### Einzelne Romane
- Entscheidung des Herzens. 1998 (The Deception). ISBN 3-442-43980-9
- Was der Sturm verspricht. 1998 (The Guardian). ISBN 3-442-35031-X
- Das normannische Siegel. 2000 (No Dark Place). ISBN 3-442-35294-0
- Wenn Sterne leuchten. 2005 (High Meadow). ISBN 3-442-36237-7

### Britannien-Trilogie
- Der Weg nach Avalon. 1994 (The Road to Avalon). ISBN 3-442-24854-X
- Tochter der Kelten. 1998 (Born of the Sun). ISBN 3-442-42476-3
- Prinzessin des Lichts. 1998 (The Edge of Light). ISBN 3-442-35016-6

### Prähistorische Trilogie
- Die Tochter des Hirschclans. 1994 (Daughter of the Red Deer). ISBN 3-442-43474-2
- Herrin der Pferde. 1998 (The Horsemasters). ISBN 3-442-42478-X
- Unter dem Rentiermond. 1996 (The Reindeer Hunters). ISBN 3-442-35150-2

## Bibliographie (englisch)
- The Counterfeit Marriage. 1980, ISBN 0-451-13806-6
- A Kind of Honor. 1980, ISBN 0-451-13857-0
- A London Season. 1981, ISBN 0-451-14045-1
- A Difficult Truce. 1981, ISBN 0-451-15336-7
- The Scottish Lord. 1982, ISBN 0-451-15288-3
- Beloved Stranger. 1982, ISBN 0-451-18251-0
- The Lordship's Mistress. 1982, ISBN 0-451-11459-0
- The American Duchess. 1982, ISBN 0-451-15364-2
- Margarita. 1982, ISBN 0-451-15667-6
- Change of Heart. 1983
- A Double Deception. 1983, ISBN 0-451-15808-3
- Lord Richard's Daughter. 1983, ISBN 0-89340-752-6
- Fool's Masquerade. 1984, ISBN 0-451-15716-8
- Portrait of a Love. 1984
- Affair of the Heart. 1984, ISBN 0-451-12911-3
- The Rebellious Ward. 1984, ISBN 0-451-15401-0
- Regency Valentine. 1985, ISBN 0-8161-5272-1
- Wild Irish Rose. 1985
- A Fashionable Affair. 1985, ISBN 0-451-13017-0
- The Rebel and the Rose. 1986, ISBN 0-451-15382-0
- Highland Sunset. 1996, ISBN 0-451-40048-8
- The Arrangement. 1997, ISBN 0-7862-1359-0
- The Gamble. 1998, ISBN 0-446-60534-4
- Captured Hearts. 1998
- Golden Girl. 1999, ISBN 0-446-60693-6
- The Pretenders. 1999, ISBN 0-446-60535-2
- Someday Soon. 2000, ISBN 0-446-60694-4
- The Poisoned Serpent. 2000, ISBN 0-06-019239-9
- Royal Bride. 2001, ISBN 0-446-60695-2
- Silverbridge. 2002, ISBN 0-446-61042-9
- That Summer. 2003, ISBN 0-7862-6075-0
- To the Castle. 2004, ISBN 0-263-85540-6
- White Horses. 2004, ISBN 0-7783-2097-9
- His Lordship Desire. 2006, ISBN 0-7783-2330-7